# Dánská Východoindická společnost

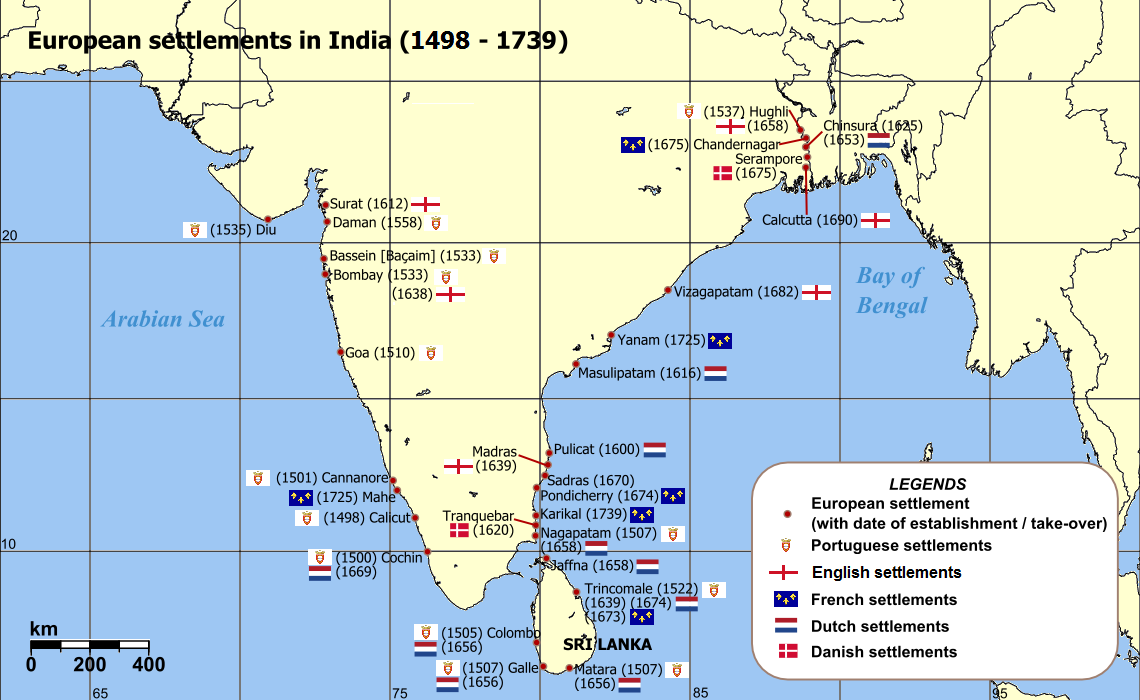
Evropské kolonie v Indii

Dánská Východoindická společnost (dánsky Dansk Ostindisk Kompagni) byla dánská výsadní obchodní společnost působící především v Asii.

## Historie

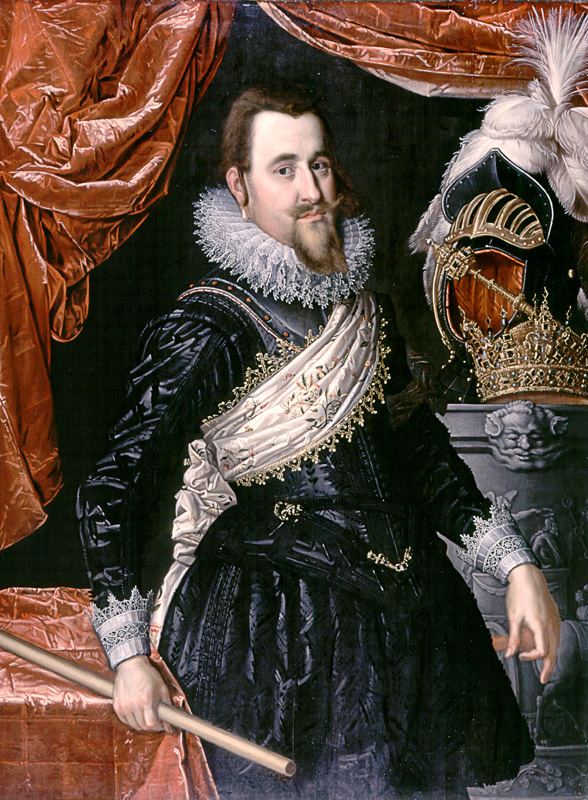
Dánský král Kristián IV.

Dánská Východoindická společnost byla založena roku 1616 dánským králem Kristiánem IV., který jí následně udělil mnoho výsad. Společnost se soustředila na obchod s Indií a měla svou základnu ve městě Trankebar, v pevnosti Dansborg měl sídlo zdejší dánský guvernér kolonie Dánská Indie. Během svého zlatého věku, importovala dánská a švédská Východoindická společnost do Evropy více čaje, než britská Východoindická společnost a devadesát procent ho pašovala do Velké Británie.
Po krátkém období rozkvětu Společnost rychle ztratila svou důležitost a v roce 1729 byla rozpuštěna. V roce 1732 byla znovuzaložena pod názvem Asiatisk Kompagni (Asijská Společnost), ta však v roce 1772 ztratila své monopolní postavení a v roce 1779 se Dánská Indie stala královskou kolonií.
Během napoleonských válek britské námořnictvo v roce 1801 a později znovu v roce 1807 zaútočilo na Kodaň. Následkem posledního útoku, Dánsko, jako jedna z mála zemí Evropy neobsazená Napoleonem, ztratilo celé své loďstvo a ostrov Helgoland (část vévodství Holstein-Gottorp, připojené roku 1890 k Německu). Dánsko bylo nuceno své kolonie v Indii a Zlatonosném pobřeží v roce 1845 prodat Británii.